# 1928年アムステルダムオリンピックのハンガリー選手団
1928年アムステルダムオリンピックのハンガリー選手団（1928ねんアムステルダムオリンピックのハンガリーせんしゅだん）は、1928年7月28日から8月12日にかけてオランダのアムステルダムで開催された1928年アムステルダムオリンピックのハンガリー選手団、およびその競技結果。

## 概要
今大会は金メダル4個、銀メダル5個の合計9個のメダルを獲得した。